# 水曜ファミリー劇場
『水曜ファミリー劇場』（すいようファミリーげきじょう）は、1984年10月24日から1985年3月27日までテレビ東京が毎週水曜 19時30分 - 20時54分（日本標準時）に編成していた単発特別番組枠である。全15回。
この枠の編成によって、テレビ東京の水曜19:30枠と水曜20:00枠は一時的に統合された。

## 放送作品一覧
▲印があるものは情報番組。無いものは映画番組。
1. ドリフターズですよ!冒険冒険また冒険
2. さらば夏の光よ
3. ダメおやじ
4. 赤穂浪士（東映昭和36年片岡千恵蔵版、前編）
5. 赤穂浪士（後編）
6. 怪盗ルパン 813の謎※フジテレビで放送された単発アニメの再放送。
7. 地上最強のカラテ
8. 夜霧よ今夜も有難う（19:00 - 20:54）
9. SOS!UFO群大襲来!実録魔のバミューダ三角海域（海外作品）
10. 世界のヘビ全集▲
11. 博多っ子純情
12. 驚異!野生の調査 これがグレート・ハンティングの世界だ▲
13. 悪魔の秘密大戦争・ナチス恐怖のスーパー兵器大公開▲
14. 科学万博・おもしろマップ▲
15. エースをねらえ!（19:00 - 20:54）

（参考：「朝日新聞」ラジオテレビ欄）

## 休止
本枠とは無関係の単発特別番組の編成によって休止になる週もあった。休止日および同日に放送された単発特別番組は以下の通り。
- 10月31日：コアラがやって来た（19:30 - ）、スーパーTV特別企画（20:00 - ）
- 11月14日：ラッコと海の人気者（19:30 - ）、スーパーTV特別企画（20:00 - ）
- 11月21日：世界サーカス天国（19:30 - ）、スーパーTV特別企画（20:00 - ）
- 1月2日：12時間超ワイドドラマ『風雲 柳生武芸帳』
- 3月20日：スーパー・ジャパン・カップ・ダンス'85 （19:30 - 20:54）